# 交换战俘

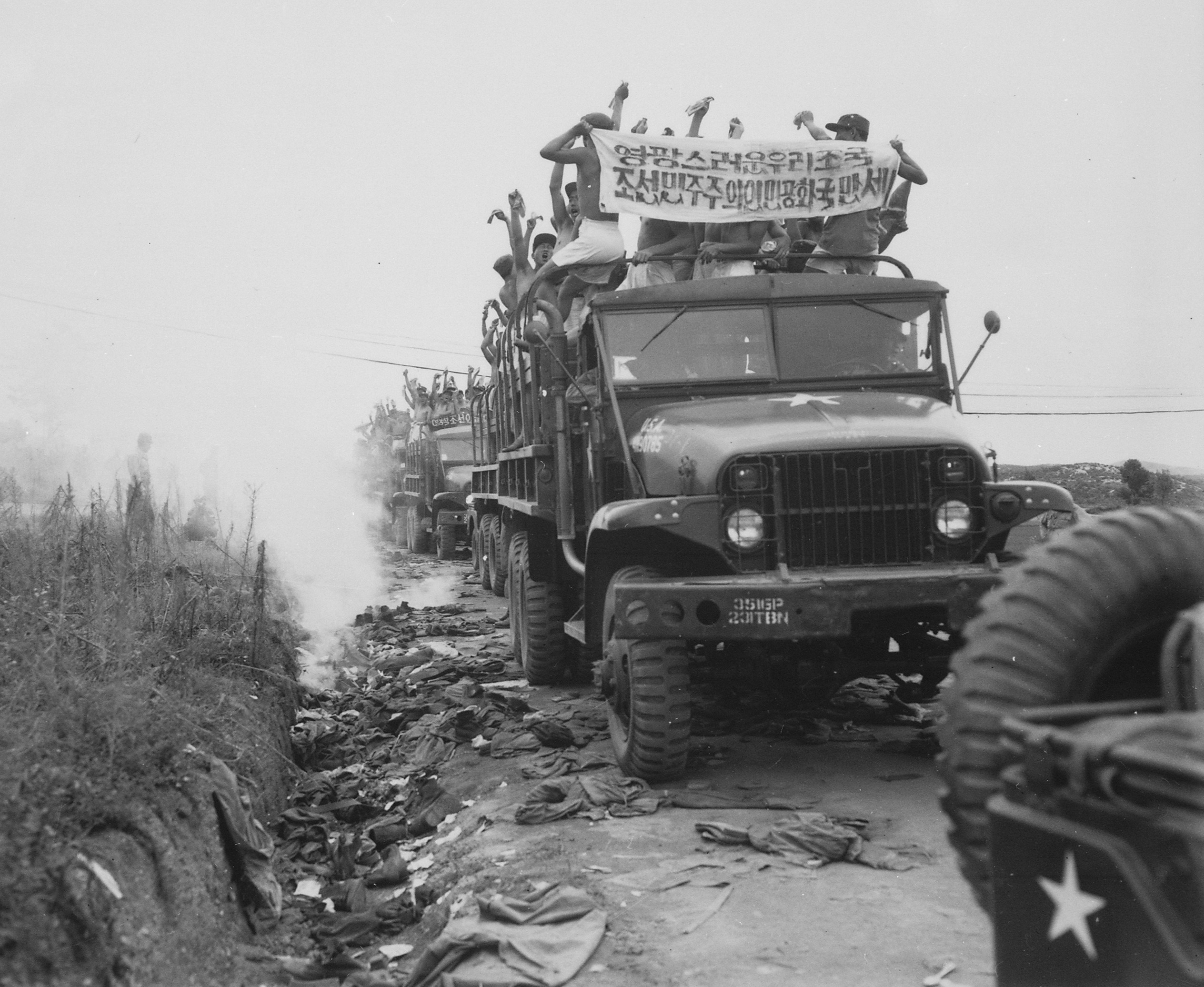
朝鲜战争战俘遣返

交换战俘，也叫战俘遣返、战俘交换等，是冲突中敌对双方释放俘虏的协议，其中包括战俘、被捕间谍、人质、尸体等的交换。

## 日内瓦公约
依据日内瓦公约，因作戰負傷无力进行战争行为的人，有权力被遣返到其母国。不管战俘的人数有多少，俘虏者都不能拒绝遣返战俘的请求。
此乃1929年《关于战俘待遇的日内瓦公约》第68到74条以及附加条款之规定，以及1949年《关于战俘待遇的日内瓦公约》第109到117条。第二次世界大战期间，红十字国际委员会曾执行过大规模战俘交换活动。在第二次世界大战中的南斯拉夫，尽管納粹德國和南斯拉夫人民解放军和游击队激烈交战，但战俘交换则持续进行。